# Transferdruk
Transferdruk is vooral van toepassing in de textielsector. Deze heeft tot doel kleuren door middel van zeefdruk onrechtstreeks op een stof aan te brengen. Deze techniek wordt vooral gebruikt bij sportkleding om reclameopdrukken aan te brengen. Dit is met name het geval bij kleding uit de wielersport, voetbal, basketbal, atletiek en motorsport.
Ook in de hedendaagse mode is dit procedé meer en meer in gebruik. 

## Procedure
Door middel van pigment transferinkt worden in spiegelbeeld in zeefdruk de nodige kleuren aangebracht op een vel papier. Deze vellen worden dan op een polyesterstof gelegd en worden samen, onder druk (ongeveer 4 bar) en 220 graden, gedurende een tijd van 45 seconden samen gebakken. Door de warmte komt de inkt los van het papier en zet zich vast op de stof. Deze zal na wassen niets van haar kleurechtheid verliezen. Zo worden bijvoorbeeld de rug, voorkant en mouwen bedrukt en dan samen geconfectioneerd tot één geheel.